# Gregory Studerus

Bischofswappen von Gregory J. Studerus

Gregory James Studerus (* 31. März 1948 in West Orange, New Jersey) ist ein US-amerikanischer römisch-katholischer Geistlicher und emeritierter Weihbischof in Newark.

## Leben
Gregory Studerus studierte zunächst Kunsterziehung und war an einer öffentlichen Grundschule als Kunstlehrer tätig. In dieser Zeit leistete er zudem Dienst in der Nationalgarde im Bundesstaat New Jersey. 1976 begann er seine Studien am Priesterseminar in South Orange. Am 31. Mai 1980 empfing er das Sakrament der Priesterweihe für das Erzbistum Newark.
Nach der Priesterweihe war er in der Pfarrseelsorge und als Dekan tätig. Von 1991 bis 1994 gehörte er dem Priesterrat des Erzbistums an. Am 31. März 2005 erhielt er den Ehrentitel eines Päpstlichen Ehrenkaplans (Monsignore). Seit 2015 war er Bischofsvikar für den Hudson County und Mitglied des Konsultorenkollegiums des Erzbistums Newark.
Papst Franziskus ernannte ihn am 27. Februar 2020 zum Weihbischof in Newark und zum Titularbischof von Tarasa in Byzacena. Der Erzbischof von Newark, Joseph William Kardinal Tobin CSsR, spendete ihm und den mit ihm ernannten Weihbischöfen Elias Lorenzo OSB und Michael Saporito am 30. Juni desselben Jahres die Bischofsweihe. Mitkonsekratoren waren Weihbischof Manuel A. Cruz und der emeritierte Weihbischof John Walter Flesey aus Newark.
Am 30. Mai 2025 nahm Papst Leo XIV. das altersbedingte Rücktrittsgesuch von Gregory Studerus an.